# Virginie Mouanda Kibinde
Virginie Mouanda Kibinde (aussi connue comme Virginie Mouanda), née en 1966 à Pointe-Noire, république du Congo, est autrice, éditrice et conteuse. D'origine cabindaise, née au Congo, elle vit en France et dirige la maison d'édition Wa'wa qui publie des ouvrages de la diaspora africaine, principalement courts et orientés jeunesse.

## Biographie
Virginie Mouanda Kibinde naît le  20 septembre en 1966 à Pointe-Noire de parents ayant fui la guerre au Cabinda, . Son père est congolais et sa mère cabindaise. Elle grandit dans un petit village frontalier, Mbouss-NKale en République du Congo. Elle suit des études à Pointe-Noire, puis à Brazzaville. Ses langues maternelles sont le Vili et le Yombé. Elle grandit dans un contexte politisé où sa mère est une militante du Front de Libération de l’Enclave du Cabinda (FLEC) et de l'Organisation des Femmes Cabindaises et sa grand-mère accueille des réfugiés de guerre.
Elle consacre deux romans, Au Soleil noir du Cabinda et Mémoire d'une colline, à la situation politique cabindaise en 2002 et 2004. Par la suite, elle publie essentiellement des contes et ouvrages destinés à la jeunesse ainsi qu'un recueil de poésie.
En 2016, elle crée la maison d'édition Wa'wa Editions - qui veut dire « écoute, écoute » en Lari, une langue Kongo - qui publie des livres de la diaspora africaine. Une partie est destinée aux ouvrages jeunesse et notamment aux contes pour les enfants, avec une collection spéciale dédiée aux contes traditionnels d'Afrique centrale. En 2017, elle participe à la 19 e édition du festival Africajarc, le festival des cultures africaines. En 2018, au marché de l'art qui se tient en parallèle de la 15 ème édition du Festival International du film panafricain à Cannes, Virginie Mouanda Kibinde présente des ouvrages de Wa'Wa Éditions .

## Œuvres
- Les âmes de la forêt: roman, Éd. des Écrivains, 2002 (ISBN 978-2-7480-0683-4)
- Au soleil noir du Cabinda, l'Arganier Transbordeurs, 2004 (ISBN 978-2-912728-08-1 et 978-2-84957-015-9, lire en ligne)
- Concerto en forêt tropicale, Klanba éd, 2005 (ISBN 978-2-915494-15-0)
- Madiye, princesse des savanes, Tropique Editions, 2008 (ISBN 978-2-84943-016-3)
- Mémoire d'une colline: roman, Acoria, 2009 (ISBN 978-2-35572-036-9)
- Contes merveilleux & contes drôles de la savane, l'Harmattan Tropique éd, 2013 (ISBN 978-2-84943-031-6)[9].
- Façon Aphrodite: nouvelles, Wa'wa éditions, 2016 (ISBN 979-10-94575-00-0), sélectionné pour le prix FETKANN ! Maryse Condé[10].
- La tortue gourmande: conte vili, Wa'wa éditions, 2016 (ISBN 979-10-94575-01-7)
- Les trois prétendants: chauve-souris, chien et coq conte vili, Wa'wa éditions, 2016 (ISBN 979-10-94575-02-4)
- Nawo, petit poussin très agité, Wa'wa éditions, 2019 (ISBN 979-10-94575-12-3)